# Sariwŏn Jugend-Stadion
Das Sariwŏn Jugend-Stadion (사리원 청소년 경기장) ist ein Mehrzweck-Stadion in der nordkoreanischen Stadt Sariwŏn, Provinz Hwanghae-pukto. Weiterhin dient es für Tagungen und Versammlungen aller Art. Es wurde im Oktober 1981 errichtet und bietet Platz für 35.000 Zuschauer. Der Fußballverein Rimyongsu SG trägt hier seine Heimspiele aus und spielt momentan in der DPR Korea Liga.